# Matthias E. Gahr
Matthias Ernst Gahr (* 15. November 1971 in Würzburg) ist ein deutscher Komponist und Texter in den Bereichen Christliche Popmusik und Neues Geistliches Lied.

## Leben
1991 legte Gahr sein Abitur am Egbert-Gymnasium Münsterschwarzach ab. Anschließend studierte er Geologie an der Universität Würzburg. Das Studium schloss er 1997 mit dem Diplom ab. Danach begann er mit seiner Doktorarbeit am Lehrstuhl für Geologie und Paläontologie bei Franz Fürsich. Für seine wissenschaftlichen Untersuchungen waren mehrmals mehrwöchige Geländeaufenthalte in Spanien und Portugal notwendig. Er beschäftigte sich im Rahmen seiner Dissertation mit dem Vorkommen von versteinerten (fossilen) Lebewesen in ehemaligen Meeresablagerungen. Er konnte die erst kürzlich zuvor aufgestellte Theorie beweisen, dass Lebewesen in Südwesteuropa vor zirka 185 Millionen Jahren infolge eines verheerenden Vulkanausbruches ausgestorben sind.
Er arbeitet heute als Produktmanager im Vier-Türme-Verlag der Abtei Münsterschwarzach und betreut dabei unter anderem zahlreiche Bücher von Pater Anselm Grün, CDs mit Orgelmusik von Pater Dominikus Trautner an der Klais-Orgel der Abteikirche und die Ausgaben liturgischer Bücher der Abtei, wie zum Beispiel das Benediktinische Brevier und die Bände des Benediktinische Antiphonales. Er ist als Keyboarder und Songwriter, meist für und mit der Band Sternallee und als Referent für Songwriting (Schwerpunkt Christliche Popularmusik) tätig. Lieder von Matthias E. Gahr sind in verschiedenen Liederbüchern und auf CDs erschienen.

## Veröffentlichungen

### CD-Produktionen
- 2021 "Wie du bist" – mit der Band Sternallee (ABAKUS Musik Verlag)
- 2017 "Alles neu"  – mit der Band Sternallee (ABAKUS Musik Verlag)
- 2014: "Im Licht" – mit der Band Sternallee (ABAKUS Musik)
- 2011: "Zeitlos" – mit der Band Sternallee (ABAKUS Musik)
- 2009: "Größer" – mit der Band Sternallee (Blue Moon Music)

### Liederbücher
- 2021 "Wie du bist" – Songbook zur gleichnamigen CD der Band Sternallee (ABAKUS Musik)
- 2017 "Alles neu" – Songbook zur gleichnamigen CD der Band Sternallee (ABAKUS Musik)
- 2014: "Im Licht" – Songbook zur gleichnamigen CD der Band Sternallee (ABAKUS Musik)
- 2011: "Zeitlos" – Songbook zur gleichnamigen CD der Band Sternallee (ABAKUS Musik)

### Bücher
- 2012: "Sieben Mal am Tag singe ich dein Lob – Eine Einführung in das Stundengebet der Mönche" (mit P. Nikolaus Nonn; Vier-Türme-Verlag)

### Liedbeiträge in Büchern anderer Autoren
- 2012: "Tischgebete für Groß und Klein" (von Paul Weismantel; Vier-Türme-Verlag)
- 2014: "Und wir sehen den Stern schon leuchten – Ein Adventsbegleiter zum Besinnen und Genießen" (Vier-Türme-Verlag)

### Textbeiträge in Büchern anderer Autoren
- 2006: Beitrag „Der Künstler Polykarp Uehlein“ in „Die Bibel – mit Bildern von Polykarp Uehlein; Altes und Neues Testament, Gesamtausgabe in der Einheitsübersetzung“ (Vier-Türme-Verlag)
- 2014: Einleitung zum Buch der Kommunität Brakkenstein „Regel für einen neuen Bruder“ (Münsterschwarzacher Kleinschriften Band 37, Vier-Türme-Verlag, 4., überarbeitete Auflage)

### Ausgewählte Lieder
- "Dem, der mich atmen lässt" (2003), 3. Platz im Liedwettbewerb "Gottesbegegnungen" der Werkstatt für NGL im Erzbistum Bamberg 2003 in der Kategorie "Neues Gemeindelied", veröffentlicht im Liedheft zum Wettbewerb und im Buch "Cantate II" (Heinrichs-Verlags-GmbH 2007)
- "Durch deine Kraft" (2004), Beitrag zum Wettbewerb für das Mottolied des 95. Deutschen Katholikentags in Ulm 2004
- "Er schenkt Gerechtigkeit" (2006), nominiert zur Wahl des Publikumspreises für das Mottolied des 96. Deutschen Katholikentags in Saarbrücken 2006
- "Ehre sein Gott in der Höhe" (2006), veröffentlicht im Buch "Cantate II" (Heinrichs-Verlags-GmbH 2007)
- "Das Volk, das im Dunkel lebt" (2007) abgedruckt im Buch "Und wir sehen den Stern schon leuchten" (Vier-Türme-Verlag, 2014)
- "Eine Wahrheit, die uns zu Freunden macht" (2010), zum 2. Ökumenischen Kirchentag in München 2010, u. a. auch vertont von Siegfried Fietz auf der CD "Stille erleben" (ABAKUS Musik, 2010, auch Notenausgabe)
- "Er sendet dich, Segen zu sein" (Kanon zu 3 Stimmen, 2011), abgedruckt in "Pilgerheft für die deutschen Teilnehmerinnen und Teilnehmer am Weltjugendtag 2013 in Rio de Janeiro" (Verlag Haus Altenberg GmbH, 2013)
- "Im Stall begegnen sich Himmel und Erde" (Kinderlied, 2014) abgedruckt im Buch "Und wir sehen den Stern schon leuchten" (Vier-Türme-Verlag, 2014)
- "Und wir sehen den Stern schon leuchten" (Kinderlied, 2014) abgedruckt im Buch "Und wir sehen den Stern schon leuchten" (Vier-Türme-Verlag, 2014)

## Links
- Homepage der Band Sternallee: www.sternallee.de
- Autorenseite von Matthias E. Gahr beim Vier-Türme-Verlag, Münsterschwarzach: www.vier-tuerme.de

## Belege
1. ↑  Palökologie des Makrobenthos aus dem Unter-Toarc SW-Europas. Dissertation, Universität Würzburg 2002, siehe Deutsche Nationalbibliothek
2. ↑  Namen & Notizen. 17. Juli 2002, abgerufen am 18. Januar 2021.

| Personendaten    | Personendaten                             |
| ---------------- | ----------------------------------------- |
| NAME             | Gahr, Matthias E.                         |
| ALTERNATIVNAMEN  | Gahr, Matthias Ernst (vollständiger Name) |
| KURZBESCHREIBUNG | deutscher Komponist und Texter            |
| GEBURTSDATUM     | 15. November 1971                         |
| GEBURTSORT       | Würzburg                                  |